# Antonio Moreno

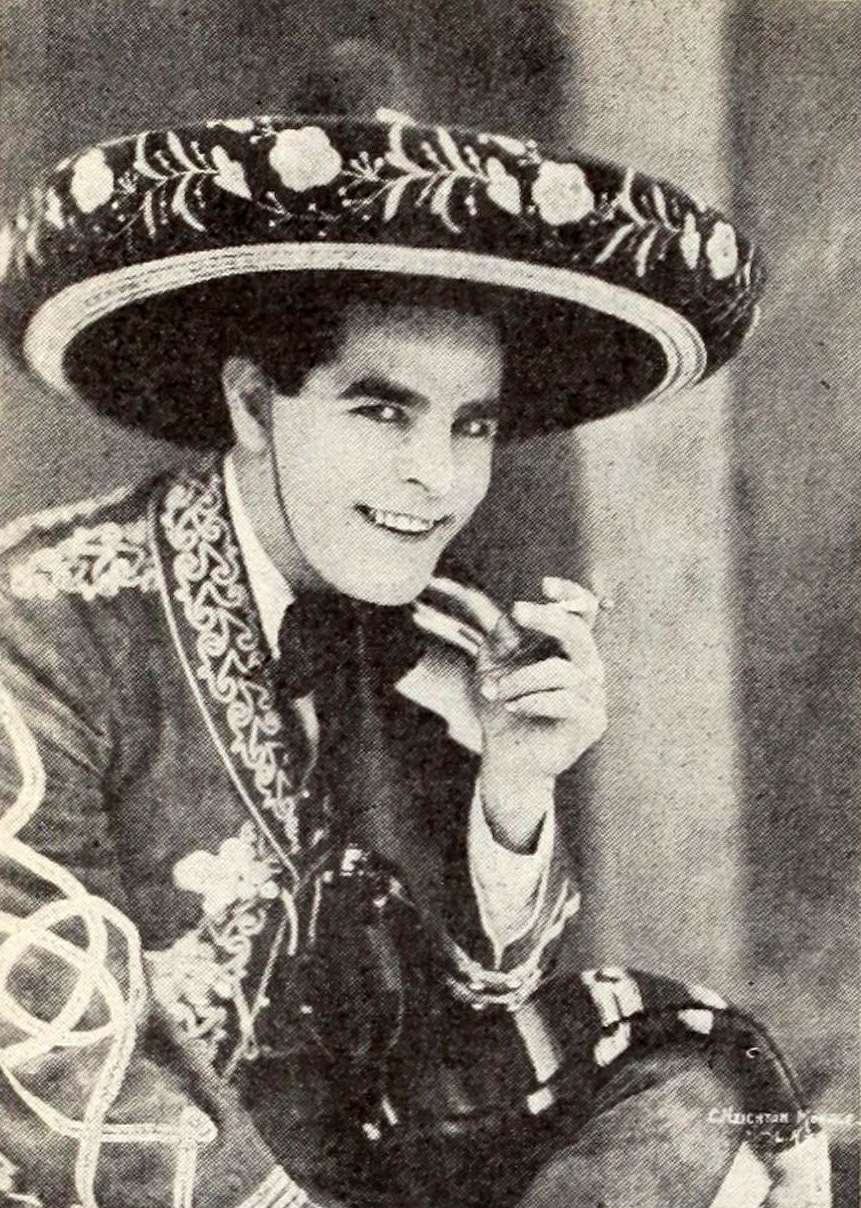
Antonio Moreno (1921)

Antonio Garrido Monteagudo, conhecido artisticamente como Antonio Moreno ou Tony Moreno (Madrid, 26 de setembro de 1887 – Beverly Hills, 15 de fevereiro de 1967), foi um ator e cineasta estadunidense nascido na Espanha, que atuou desde a era do cinema mudo, até os anos 1950. Dirigiu 4 e atuou em mais de 150 filmes.

## Biografia
Nascido Antonio Garrido Monteagudo em Madrid, na Espanha, emigrou para os Estados Unidos aos 14 anos, passando a morar em Massachusetts, onde completou sua educação. Apesar de ele informar que estudou no Williston Seminary, em Easthampton, Massachusetts, os arquivos da escola, atualmente denominada Williston Northampton School, não apresentam documentos de sua estadia lá. Ele começou a atuar no teatro e depois mudou-se para Hollywood, em 1912, quando assinou contrato com o Vitagraph Studios, representando pequenos papéis não-creditados. Seu primeiro papel foi no curta-metragem Iola's Promise, em 1912, pela Biograph Company.
Em 1914, Moreno começou a atuar ao lado da popular atriz de cinema mudo Pearl White, o que contribuiu para o início de sua popularidade. Em 1915, Antonio Moreno era um ídolo conceituado das matinês, ao lado de atores de sucesso como Tyrone Power, Sr., Gloria Swanson, Blanche Sweet, Pola Negri e Dorothy Gish. Moreno foi muitas vezes estigmatizado em seus primeiros filmes como o amante latino, como foram outros atores da época com raízes latinas, tais como Ramón Novarro e Rodolfo Valentino.

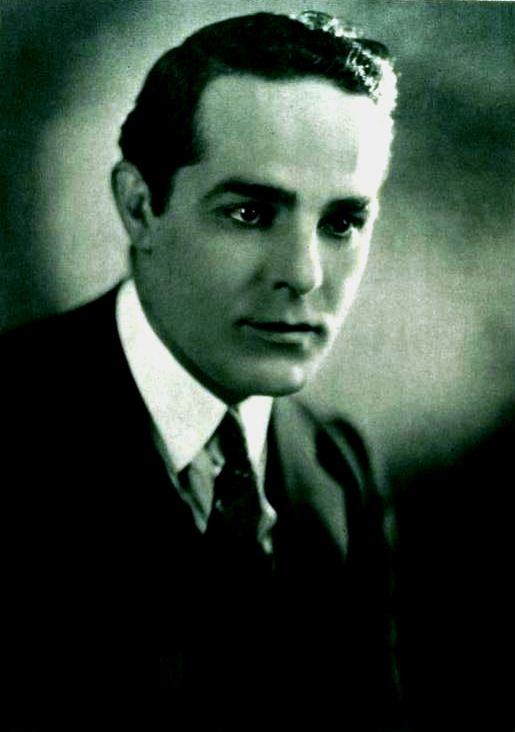
Antônio Moreno no Photoplay, 1922.

No início dos anos 1920, Moreno Moreno entrou para a Famous Players, de Jesse Lasky, e se tornou um dos artistas mais bem pagos da companhia. Em 1926, Moreno estrelou em frente à lenda sueca Greta Garbo em The Temptress e no ano seguinte teve um papel de protagonista no enorme sucesso de bilheteria de Clara Bow, It, filme baseado no romance de Elinor Glyn, que fez sucesso na época e ajudou a afirmar o termo "it" como sinônimo de "atração".
Moreno casou com a herdeira estadunidense Daisy Canfield Danziger, em 27 de janeiro de 1923, e o casal mudou-se para uma propriedade conhecida na época como Crestmount, e atualmente conhecida como Canfield-Moreno Estate. A união durou dez anos e terminou pouco antes de Danziger Canfield morrer em um acidente automobilístico em 23 de fevereiro de 1933.
Com o advento do cinema falado, no fim dos anos 1920 e início dos anos 1930, a carreira de Moreno começou a vacilar, em parte por causa de seu forte sotaque espanhol. Enquanto ainda atuava em filmes de língua inglesa, Moreno também começou a ter papéis em filmes mexicanos. Durante a década de 1930, Moreno dirigiu vários filmes mexicanos bem-recebidos, entre eles o drama de 1932 Santa, que tem sido aclamado pelos críticos como um dos melhores filmes mexicanos da época.
Em meados dos anos 1930, Moreno começou a reconstruir sua carreira em Hollywood, tendo alguns papéis notáveis como ator. Por volta da década de 1940 e ao longo da década de 1950, Moreno apareceu em vários papéis bem recebidos, mais notavelmente seu papel de 1954 no filme clássico de terror Creature from the Black Lagoon e seu papel de 1955 como Emilio Figueroa no filme de John Ford The Searchers ao lado de John Wayne e Natalie Wood. Seu último filme foi Catch Me If You Can, em 1959. Em 1969, participou do episódio Prometeo encadenado, que foi veiculado em 11 de outubro de 1969, pela série da televisão espanhola Teatro de siempre.
Moreno retirou-se do cinema nos anos 1950, e morreu de insuficiência cardíaca Beverly Hills, na Califórnia, em 1967; ele foi sepultado no Forest Lawn Memorial Park em Glendale, Califórnia. Sua carreira no cinema durou mais de quatro décadas.
Em 1994, a revista mexicana Somos publicou uma lista dos "Cem melhores filmes do México" em sua 100ª edição, e classificou o filme Santa de 1931, dirigido por Moreno, em 67º lugar.
Por sua contribuição para a indústria do cinema, Moreno tem uma estrela na Calçada da Fama, no 6651 Hollywood Blvd., em Hollywood.
Moreno foi o meio-irmão de Alfred Moreno Monteagudo, que assumiu a gerência do Biltmore Hotel em Los Angeles, na década de 1940. Antonio Moreno é o tio-avô do autor de horror-fantasia Nicholas Grabowsky.

## Filmografia parcial
- Iola’s Promise (1912)
- The Voice of the Millions (1912)
- His Own Fault (1912)
- An Unseen Enemy (1912)
- Two Daughters of Eve (1912)
- So Near, Yet so Far (1912)

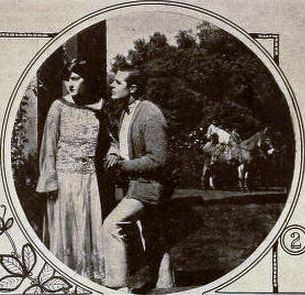
Cena do filme My American Wife (1922), com Gloria Swanson e Antonio Moreno, Exhibitor's Trade Review, 1922.

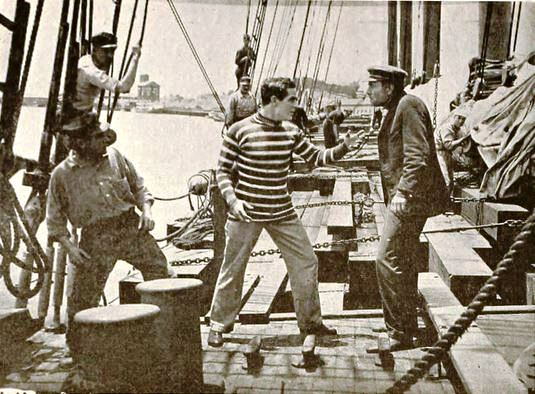
Cena do filme The Perils of Thunder Mountain (1919), com Antonio Moreno, Motion Picture News, 1999.

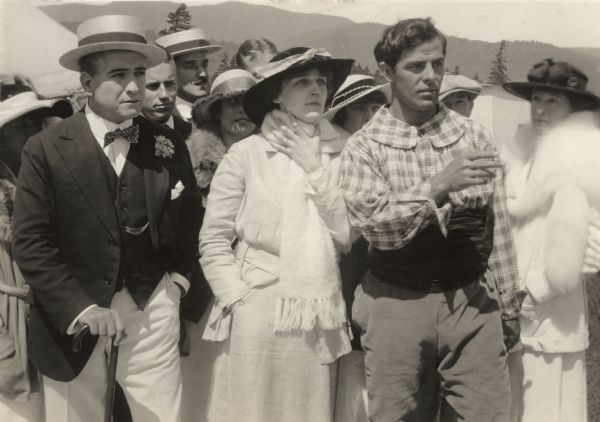
Cena de Anselo Lee, com Donald Hall, Naomi Childers e Antonio Moreno.

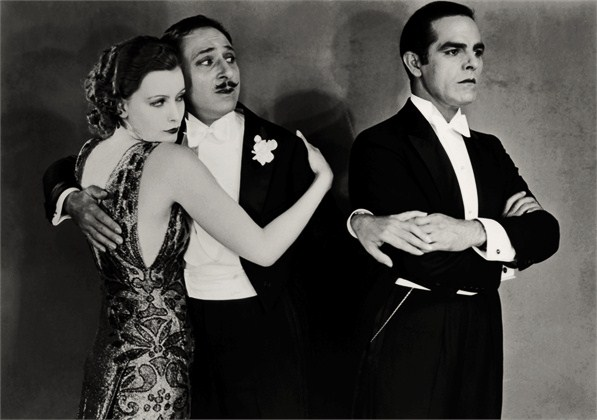
Greta Garbo, Armand Kaliz e Antonio Moreno em uma cena de The Temptress (1926).

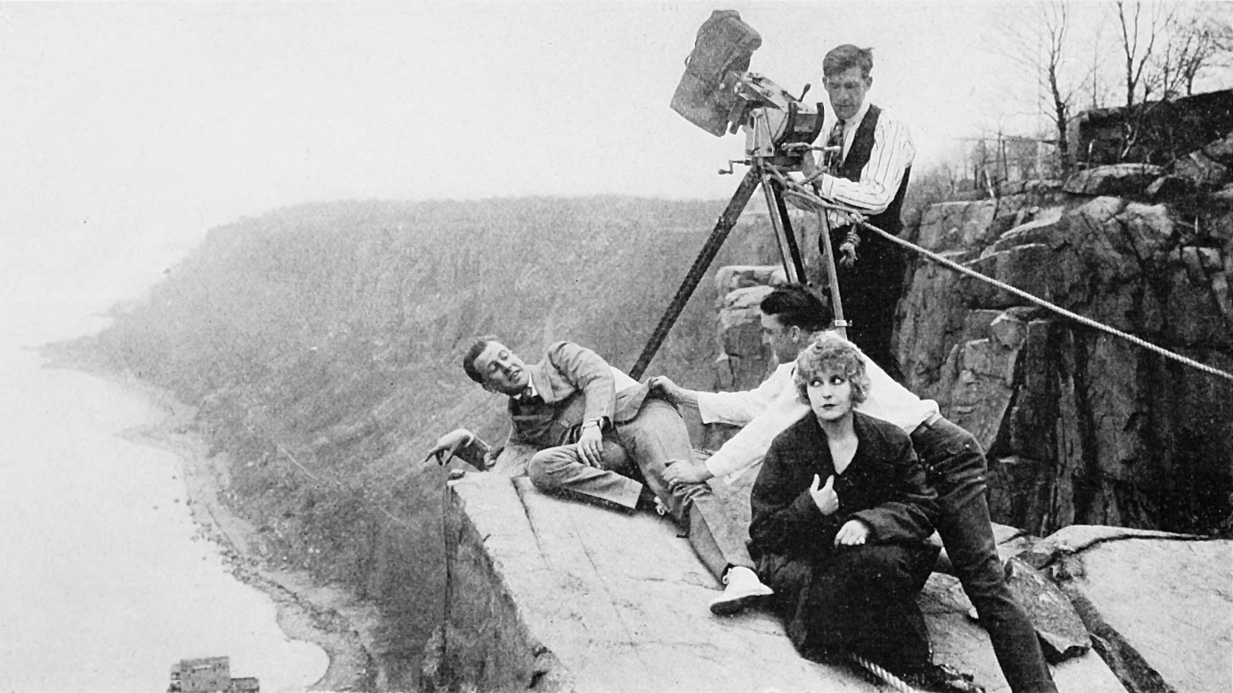
Cena da filmagem do seriado The House of Hate (1918), apresentando Pearl White, Antonio Moreno, o diretor George B. Seitz e o cinegrafista Arthur Charles Miller.

- The Musketeers of Pig Alley (1912)
- A Misunderstood Boy (1913)
- No Place for Father (1913)
- A Cure for Suffragettes (1913)
- By Man’s Law (1913)
- The House of Discord (1913)
- Judith of Bethulia (1914)
- Strongheart (1914)
- Too Many Husbands (1914)
- The Accomplished Mrs. Thompson (1914)
- Fogg’s Millions (1914)
- Memories in Men’s Souls (1914)
- Men and Women (1914)
- The Loan Shark King (1914)
- Under False Colors (1914)
- Sunshine and Shadows (1914)
- The Song of the Ghetto (1914)
- Politics and the Press (1914)
- The Persistent Mr. Prince (1914)
- The Peacemaker (1914)
- The Old Flute Player (1914)
- The Ladies’ War (1914)
- John Rance, Gentleman (1914)
- In the Latin Quarter (1914)
- His Father’s House (1914)
- The Hidden Letters (1914)
- Goodbye Summer (1914)
- The Island of Regeneration (1915)
- The Dust of Egypt (1915)
- A Price for Folly (1915)
- On Her Wedding Night (1915)
- Youth (1915)
- The Quality of Mercy (1915)
- The Park Honeymooners (1915)
- The Night of the Wedding (1915)
- A ‘Model’ Wife (1915)
- Love’s Way (1915)
- The Gypsy Trail (1915)
- Anselo Lee (1915)
- Kennedy Square (1916)
- The Supreme Temptation (1916)
- The Shop Girl (1916)
- The Tarantula (1916)
- The Devil’s Prize (1916)
- Rose of the South (1916)
- Susie, the Sleuth (1916)
- She Won the Prize (1916)
- The Magnificent Meddler (1917)
- Her Right to Live (1917)
- Money Magic (1917)
- Aladdin from Broadway (1917)
- Captain of the Gray Horse Troop (1917)
- A Son of the Hills (1917)
- By Right of Possession (1917)
- The Angel Factory (1917)
- The Mark of Cain (1917)
- The Naulahka (1918)
- The House of Hate (1918)
- The First Law (1918)
- The Iron Test (1918)
- The Perils of Thunder Mountain (1919)
- The Veiled Mystery (1920) (Foi também diretor do seriado)
- The Invisible Hand (1920)
- Three Sevens (1921)
- The Secret of the Hills (1921)
- A Guilty Conscience (1921)
- My American Wife (1922)
- Look Your Best (1923)
- Lost and Found on a South Sea Island (1923)
- The Trail of the Lonesome Pine (1923)
- The Exciters (1923)
- The Spanish Dancer (1923)
- Flaming Barriers (1924)
- Bluff (1924)
- Tiger Love (1924)
- Hello Frisco (1924)
- The Border Legion (1924)
- The Story Without a Name (1924)
- Learning to Love (1925)
- Her Husband’s Secret (1925)
- One Year to Live (1925)
- Mare Nostrum (1926)
- Beverly of Graustark (1926)
- The Temptress (1926)
- Love's Blindness (1926)
- The Flaming Forest (1926)
- It (1927)
- Venus of Venice (1927)
- Come to My House (1927)
- Madame Pompadour (1927)
- The Whip Woman (1928)
- Nameless Men (1928)
- The Midnight Taxi (1928)
- Adoration (1928)
- Synthetic Sin (1929)
- The Air Legion (1929)
- Careers (1929)
- Romance of the Rio Grande (1929)
- Rough Romance (1930)
- The Bohemian Girl (1936)
- Seven Sinners (1940)
- The Spanish Main (1945)
- Notorius (1946)
- Captain from Castile (1947)
- Crisis (1950)
- Creature from the Black Lagoon (1954)
- The Searchers (1955)
- Catch Me If You Can (1959)